# Andreas Schlagenhaft
Andreas Schlagenhaft est un ancien membre du groupe Killerpilze. Il est né le 9 septembre 1988 à Istanbul en Turquie.
Au début de 2007, il a décidé de quitter le groupe pour se consacrer à ses études, et notamment passer son bac.